# Vrij-Katholieke Kerk

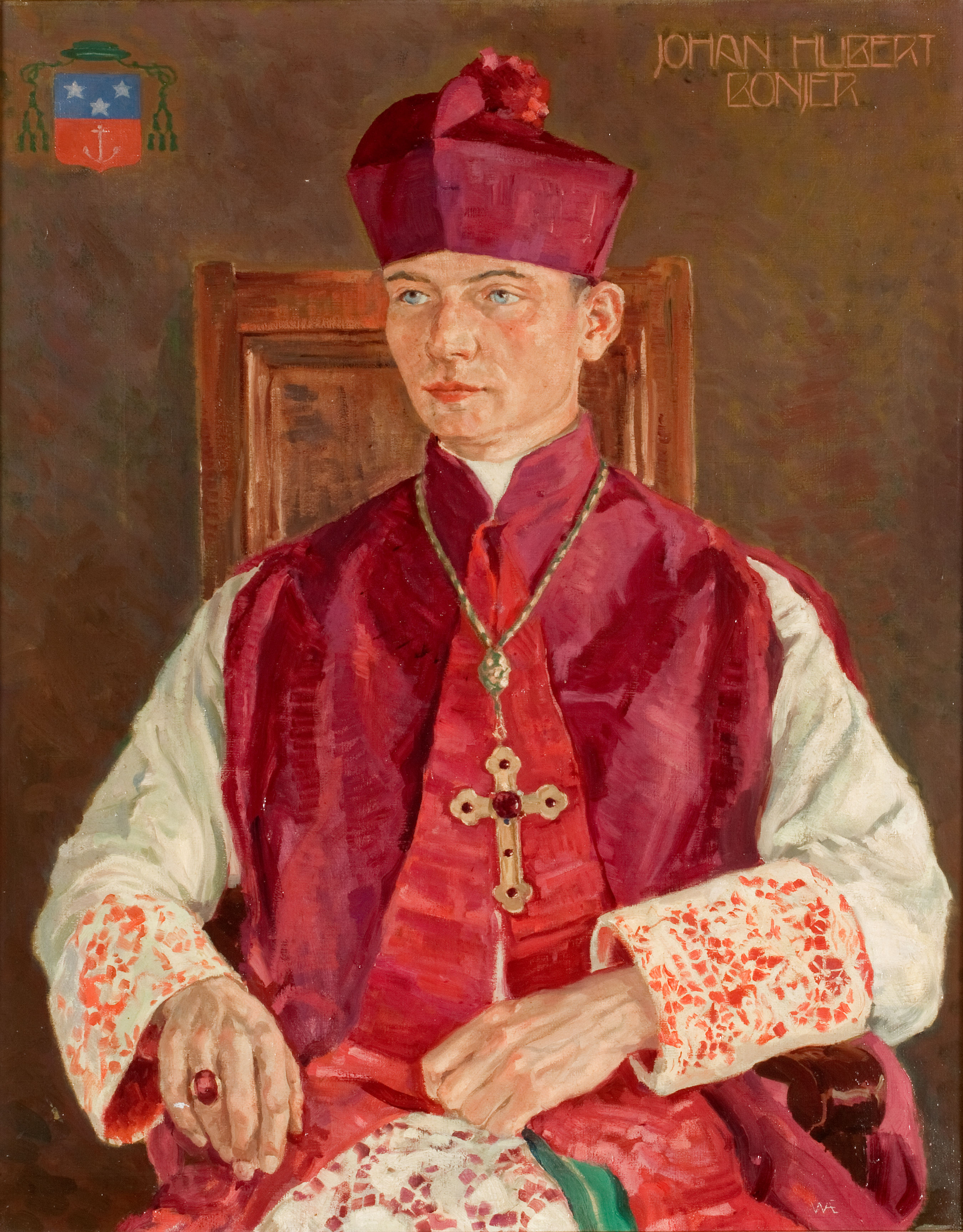
Portret van Johan Huber Bonjer, wijbisschop en suffragaan bisschop van de Vrij Katholieke Kerk in Nederland (1928-1935), geschilderd door Willem Adolfs.

De Vrij-Katholieke Kerk (VKK; Liberal Catholic Church: LCC) is een "onafhankelijk kerkgenootschap van gnostisch-theosofische signatuur, in 1916 gesticht door de theosofen James Ingall Wedgwood en Charles Webster Leadbeater via de reorganisatie van een klein oudkatholiek kerkgenootschap in Engeland". Omdat dit oudkatholieke kerkgenootschap haar apostolische successie via de Oud-rooms-katholieke kerk ontleende aan de Oudkatholieke Kerk in Nederland, maakt de Vrij-Katholieke Kerk eveneens aanspraak op een apostolische successie.

## Stichting
De bisschopswijding van de ex-vrijmetselaar en theosoof James Wedgwood op 13 februari 1916 geldt als stichtingsdatum van de vrij-katholieke gemeenschap. De oud-rooms-katholieke bisschop Arnold Harris Mathew wijdde op eigen gezag bisschop Frederick Samuel Willoughby, die op zijn beurt James Ingall Wedgwood tot bisschop wijdde. Wedgwood geldt als eerste bisschop van de vrij-katholieken. Charles Webster Leadbeater, lid van de Theosofische Vereniging sinds 1883, ex-vrijmetselaar en voormalig Anglicaans priester, werd de opvolger van Wedgwood. Tijdens het bestuur van Leadbeater nam de groepering de naam Vrij-Katholieke Kerk aan.

## Leer
De Vrij-Katholieke Kerk is een onafhankelijk kerkgenootschap dat de traditionele katholieke riten en sacramenten in theosofische zin wil duiden. De stichters James Ingall Wedgwood en Charles Webster Leadbeater hebben de uit de oudkatholieke geloofspraktijk overgenomen rituelen en sacramenten grondig herzien. Volgens de bisschop Maurice Warnon gaat het om "het verbeteren van de effectiviteit van de viering door middel van occulte technieken". De Vrij-Katholieke Kerk wijst de geloofsbelijdenissen, zoals deze door vele Kerken van het christendom gedeeld worden, af. Integendeel, de vrij-katholieken doen een uitdrukkelijk beroep op voor-christelijke mysteriescholen zoals die van het hermetisme. De Vrij-Katholieke kerk hangt een pluralistische religietheorie aan, die stelt dat alle grote religies aandeel hebben aan een hypothetische oerreligie.
Niet-christelijke elementen zoals het geloof in reïncarnatie, karma en de "Meesters van Wijsheid en Mededogen" vormen een belangrijk bestanddeel van het vrij-katholieke gedachtegoed. De Vrij-Katholieke Kerk hecht centraal belang aan liturgie en verbindt deze met de werking van kosmische energie en de werking van engelen. Een kernbeginsel van het christendom, de genade, wordt door de vrij-katholieken niet christelijk, maar gnostisch geduid binnen een esoterische context.
Raakvlakken met de christelijke traditie:
- Het bestaan van een oneindige, eeuwige, transcendente en immanente God die zich openbaart als een Drievuldigheid.
- Dat Christus alomtegenwoordig is en dat de goddelijkheid van Christus zich geleidelijk in ieder mens ontplooit tot ieder mens tot volmaaktheid zal komen. Deze opvatting noemt men de evolutionaire christologie, die de essentiële goddelijkheid - geheel tegengesteld aan de traditionele christelijke en katholieke leer - uiteindelijk toepast op de mens zelf.
- Dat de mens geschapen is naar Gods Eeuwigheid, deel heeft aan het Goddelijke Leven (en in gnostische zin de staat van volmaaktheid te bereiken).
- Dat de mens ethische verplichtingen heeft tegenover zichzelf en tegenover anderen. Het is zijn plicht het goddelijke licht te zien, in zichzelf en in anderen. De mens is een zoon/dochter van God en daarom zijn alle mensen broeders/zusters en onafscheidelijk verbonden. Dienst aan de mensheid en eerbied voor alle leven.
- Dat Christus de verschillende sacramenten instelde, waarin de mens innerlijke en geestelijke genade wordt geschonken. De 7 sacramenten zijn: Doop, Vormsel, Eucharistie, Absolutie, Heilig Oliesel, Huwelijk en Priesterschap.

Qua uiterlijke liturgie houdt de Vrij-Katholieke Kerk wel aan de overgeleverde vormen vast, maar men heeft bewust alle verwijzingen naar de zonde, toorn van God, hel, vergelding en straf uit de gebeden van de eucharistieviering geschrapt, omdat de VKK dit in strijd acht met haar interpretatie van het evangelie, die leert, dat alle mensen uiteindelijk (evt. na verdere spirituele evolutie) gered worden. Sterke nadruk ligt op de herinterpretatie van genade naar religieuze energie. In de liturgie, die in de landstaal gevierd wordt, speelt mystiek een belangrijke rol.

## Schisma's
De Vrij-Katholieke Kerk stelt geen eisen aan het geloof van haar leden. Als mensen, in eer en geweten, bepaalde belijdenissen of leerstellingen niet kunnen onderschrijven, dan hoeven ze die niet te aanvaarden. Ze eist ook niet de aanvaarding van haar leer als voorwaarde tot het ontvangen van de sacramenten. Zo kennen de vrij-katholieken onder andere een open communie, waaraan iedereen, ongeacht gezindte en opvattingen, kan deelnemen, op voorwaarde het altaar met respect te betreden. De Vrij-Katholieke Kerk is van mening dat de waarheid ooit door alle mensen als waarheid zal worden ingezien. Pas dan zullen de mensen hun levens anders inrichten. ‘Voor de mens kan een waarheid geen waarheid zijn, een openbaring geen openbaring zijn, totdat de mens inziet dat deze voor zichzelf waar is’.
Desondanks bleek deze interpretatie niet voldoende ruimte te bieden. In 1941 ontstond een controverse rond de bisschop Charles Hampton die, zelf theosoof, de theosofische leerstellingen van de Vrij-Katholieke Kerk, niet verplicht wilde stellen voor de priesters. Het lidmaatschap van de Theosofische Vereniging zou volgens hem niet verplicht moeten zijn. Hampton werd daarop uit zijn ambt gezet. Hampton en diens volgelingen richtten daarom de Liberal Catholic Church International op, die sindsdien in de Verenigde Staten werkzaam is en het merendeel van de Amerikaanse vrij-katholieken vertegenwoordigt.
Een tweede schisma ontstond in 2003 rond de wijding van vrouwen. De Nederlandse kerkprovincie, direct gevolgd door België en Canada gingen onafhankelijk verder onder dezelfde naam Vrij-Katholieke Kerk. De bisschop van Zweden, Sten-Bertil Jakobson, sloot zich in 2004 bij deze groep aan. Een reeds in 1982 afgescheiden Canadese groep met de naam "Vrij-Katholieke Kerk - Theosofische Synode" sloot zich in 2005 aan bij het in 2003 ontstane verbond. Vrij-katholieken in België en Nederland vallen onder de jurisdictie, voorgezeten door Mgr. Michaël Warnon. Hier kunnen sedert kort vrouwen in alle ambten (incl. bisschop) worden gewijd. Inmiddels traden tot deze nieuwe synode nog een aantal landen toe, zoals Denemarken, Duitsland, Oostenrijk, Zweden, Congo-Kinshasa.

## Relatie Vrij-Katholieke Kerk met Theosofische Vereniging
Historisch is de Vrij-Katholieke Kerk verbonden met de Theosofische Vereniging.
Bijna een eeuw later is de situatie sterk geëvolueerd.
Enerzijds is slechts een kleine minderheid van de leden van de Vrij-Katholieke Kerk lid van de Theosofische Vereniging en dit voornamelijk in de protestantse landen.
Anderzijds is het zo dat de Theosofische Vereniging in haar resolutie Freedom of Thought haar volledige onafhankelijkheid ten opzichte van eender welke religie of denkstroming beklemtoont.

## Organisatie

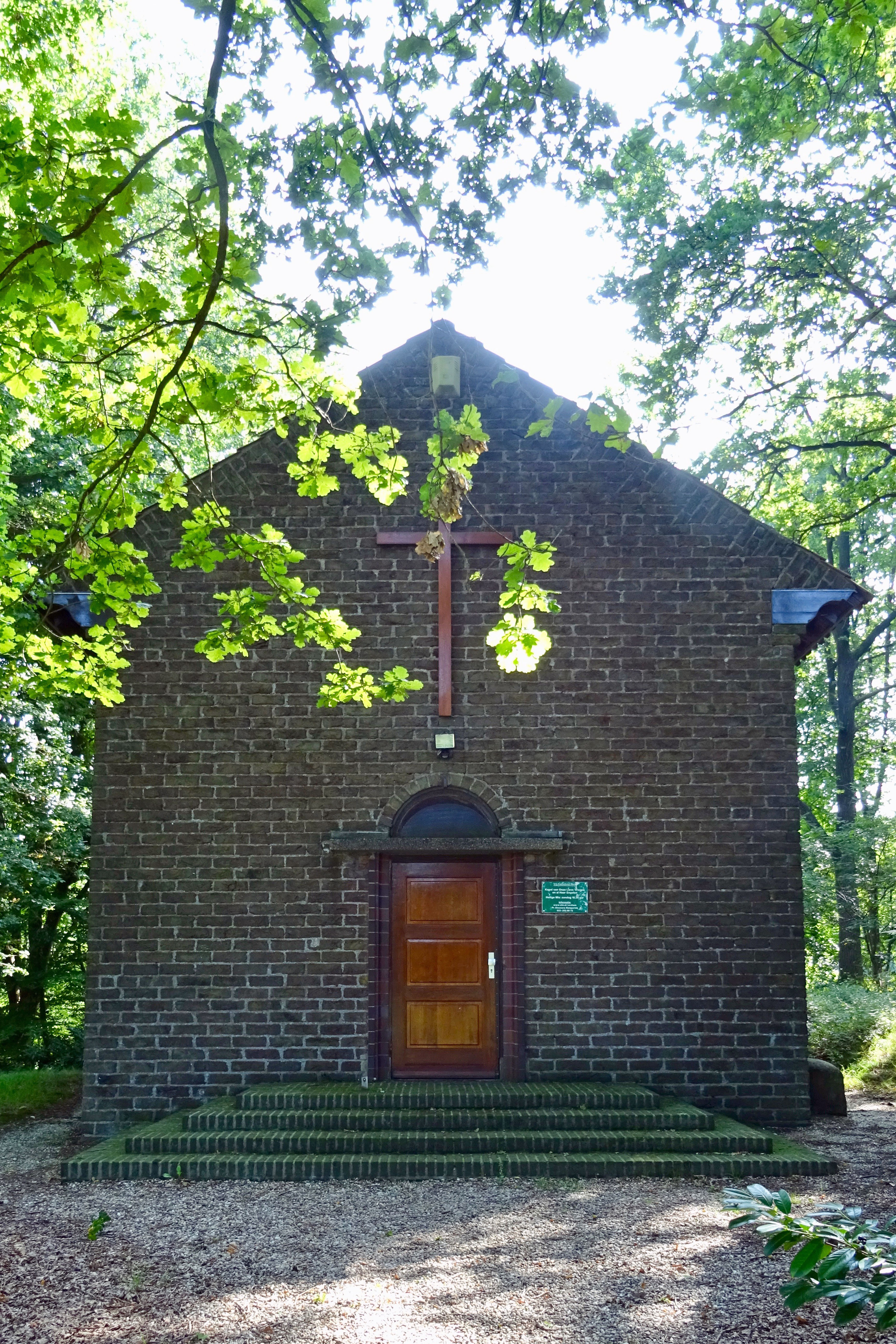
De kerk van Onze Lieve Vrouwe en al Haar Engelen in Arnhem

De Vrij-Katholieke Kerk is een kleine organisatie, actief in meer dan 50 landen, waaronder Nederland en België, maar ook op de andere continenten. Volgens de Christian World Encylopedia telde de Vrij-Katholieke Kerk in 1995 106.000 leden. Volgens SILA neemt het aantal kerkleden jaarlijks langzaam af (met circa 5 %); waren er in Nederland in 2005 662 leden, in 2006 waren dit er 639, per eind 2007 waren er nog 577 leden en per eind 2008 nog 559 leden in Nederland. In 2007 is de kerkgemeente in Amersfoort opgeheven zodat er nu nog 9 Nederlandse kerkgemeenten over zijn, deze zijn gevestigd onder andere in Amsterdam, Arnhem, Den Haag, Naarden, Rotterdam, Utrecht en Zwolle. In België zijn er momenteel onder meer kerkgemeenten in Brussel, Natoye, Renlies en Antwerpen.
Het wereldhoofdkwartier zetelt in Londen. In San Diego is het hoofdkwartier gevestigd van de Liberal Catholic Church International, waarmee vriendschappelijke banden bestaan. Aan het hoofd van de vrij-katholieken staat een voorzittend bisschop. Deze wordt door de bisschoppen verkozen voor een periode van zeven jaar. Hij heeft geen gezag over de andere bisschoppen en is de uitvoerder van de beslissingen die genomen worden in de Algemene Bisschoppelijke Synode.

## Aantal aangesloten leden in Nederland
| Jaar | Ledenaantal | Jaar | Ledenaantal | Jaar | Ledenaantal |
| ---- | ----------- | ---- | ----------- | ---- | ----------- |
| 2006 | 630         | 2011 | 492         | 2021 | 361         |
| 2007 | 577         | 2012 | 485         | 2022 | 345         |
| 2008 | 559         | 2013 | 470         | 2023 | 334         |
| 2009 | 515         | 2014 | 440         |      |             |
| 2010 | 496         | 2015 | 431         |      |             |

## Opeenvolgende Voorzittend Bisschoppen van de nieuwe synode
- Tom Degenaars (9 juni 2003 - 14 juni 2005)
- Maurice Warnon (15 augustus 2005 - 23 maart 2011)
- James Alan Zinzow (19 juni 2011 - 10 juli 2016)
- Michaël Warnon (10 juli 2016 - 6 september 2023)
- Peter Olaf Baaij (6 september 2023)

## Trivia
- Petrus Marinus Cochius was priester in deze kerk. Hij was het tweede lid van deze Kerk in Nederland. Hij werd op 13 april 1916 in Londen door de stichter-bisschop mgr. J. I. Wedgwood gedoopt en op 24 september 1920 door dezelfde Wedgwood in de private chapel van mevrouw Van der Hell tot de eerste priester in Nederland gewijd.